# Ceceda (Lugo)
Ceceda es una aldea española situada en la parroquia de Doade, del municipio de Sober, en la provincia de Lugo, Galicia.

## Demografía
| Gráfica de evolución demográfica de Ceceda entre 2000 y 2021 |
|                                                              |
| Datos según el nomenclátor publicado por el INE.             |